# الكركية
الكركية (ازدهرت حوالي 1260)، كانت شاعرة وموسيقية من القيان، نشطت في سلطنة المماليك بمصر.
كانت الجارية الملكية للسلطان بيبرس (حكم من 1260 إلى 1277).
نشأت الكركية جارية للسلطان المستقبلي بيبرس. أطلق عليها اسم الكركية، لأن الصليبيين سجنوه في صباه في قلعة الكرك. وفي عهد السلطان بيبرس، أصبحت نشطة قيان لحريم المماليك البحرية. كانت شاعرة ومؤلفة موسيقية لقصائدها، ووصفت في الأدب الكلاسيكي العربي بأنها واحدة من أكثر المطربات القيان براعة في عصرها.
في الأدب العربي الكلاسيكي، ورد ذكرها في كتاب مسالك الأبصار في ممالك الأمصار لابن فضل الله العمري (1301-1349)، وهو العمل الرئيس الذي يصف القيان المشهورين في التاريخ.